# Menhir de Sant Sadurní
El menhir de Sant Sadurní o Pedra dreta de Sant Sadurní és un menhir situat al terme de Sant Sadurní de l'Heura al paratge de Can Mateu de la Creu (Baix Empordà), inclòs a l'Inventari del Patrimoni Arqueològic i Paleontològic de Catalunya.
Va ser identificat per Josep Pella i Forgas el 1877. S'ha datat dels mil·lennis IV i III aC en l'època del Neolític mitjà o calcolític. És de tipologia fal·liforme i de secció rectangular. Les seves mesures són d'1,35 m d'alçada exterior. Aquest menhir es troba gairebé a sota d'una línia elèctrica.
El Menhir de la Pedra Dreta dona nom a l'escola de Sant Sadurní de l'Heura, que forma part de la Zona Escolar Rural Empordanet-Gavarres.